# Ana Claudia Talancón
Ana Claudia Talancón (Cancún, 1º maggio 1980) è un'attrice messicana.

## Biografia
Nata a Cancún, Quintana Roo, Talancón ha iniziato la sua carriera recitando in telenovelas messicane. Successivamente, si è trasferita a Città del Messico per studiare recitazione con Albio Paz nel laboratorio di recitazione di Héctor Mendoza e Raúl Quintanilla. 

## Carriera
Il suo debutto cinematografico è avvenuto con il film "El Cometa" (1999). Tuttavia, è stata la sua interpretazione in "El Crimen del Padre Amaro" (2002), al fianco di Gael García Bernal, a darle riconoscimento internazionale. Questo film è stato candidato all'Oscar come Miglior Film Straniero. 
Nel corso della sua carriera, Talancón ha partecipato a numerosi film e serie televisive, tra cui "Arráncame la vida" (2008), "Llamada perdida" (2008) e "El amor en los tiempos del cólera" (2007).  Inoltre, è nota per il suo ruolo nella serie "Soy Tu Fan". 
Oltre alla recitazione, Talancón è anche una filantropa attiva e ha lavorato come presentatrice televisiva. citeturn0search1

## Filmografia selezionata
- El Cometa (1999)
- El Crimen del Padre Amaro (2002)
- Arráncame la vida (2008)
- Llamada perdida (2008)
- El amor en los tiempos del cólera (2007)
- Soy Tu Fan (serie TV)

La sua carriera continua a evolversi, rendendola una delle attrici messicane più rispettate e riconosciute a livello internazionale.